# Justicia niokolo-kobae
Justicia niokolo-kobae är en akantusväxtart som beskrevs av Jean Berhaut. Justicia niokolo-kobae ingår i släktet Justicia och familjen akantusväxter. Inga underarter finns listade i Catalogue of Life.